# Hitler. Reden und Proklamationen 1932–1945
Hitler. Reden und Proklamationen 1932–1945. Kommentiert von einem deutschen Zeitgenossen ist eine von Max Domarus (1911–1992) herausgegebene umfangreiche Quellensammlung und Chronik des Dritten Reiches mit Kommentaren zu Hitlers Reden.

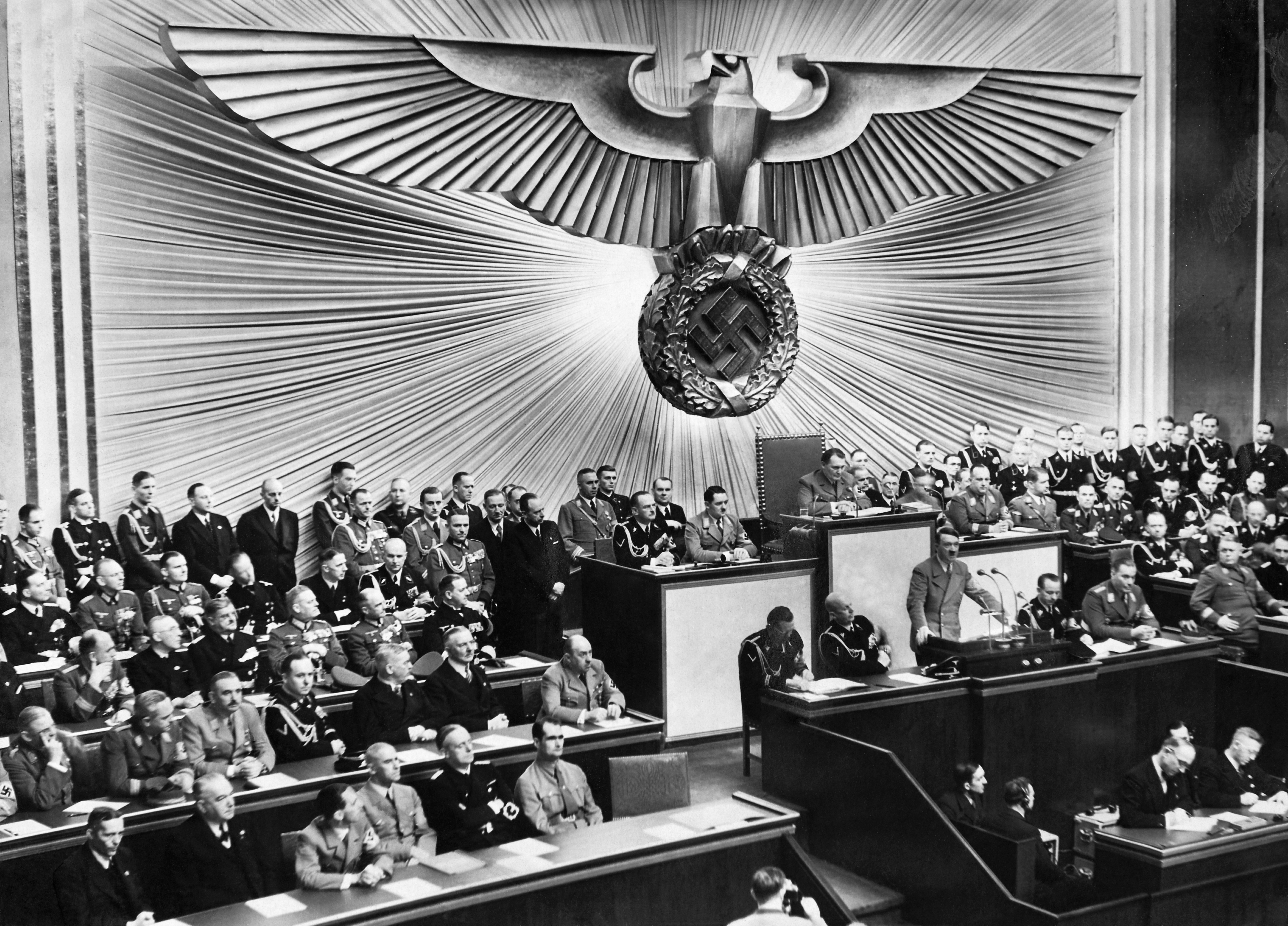
Adolf Hitler bei seiner Reichstagsrede am 30. Januar 1939

## Allgemeines
Dargestellt ist die Zeit zwischen 1932 und 1945, die Ausgabe liefert den Text wichtiger Reden. Sie bietet Einblicke in Hitlers politische Agenda und Ideologie und zeigt seine organisatorischen und rhetorischen Fähigkeiten auf. Seine Quellensammlung und Chronik des Dritten Reiches mit Kommentaren zu Hitlers Reden ist im angelsächsischen Raum sehr bekannt.

„Die [...] Publikation [...]  ist das Ergebnis einer archivalischen Sammeltätigkeit während
der Jahre 1932 bis 1945, die durch das Studium von Quellenmaterial und Publikationen nach
dem 2. Weltkrieg ergänzt wurde.“

Sie wurde erstmals auf Deutsch veröffentlicht als Hitler: Reden und Proklamationen, 1932–1945 in zwei Bänden 1962–1963 von der Verlagsdruckerei Schmidt in Neustadt an der Aisch, gefolgt von vierbändigen Ausgaben im Süddeutschen Verlag (München, 1965) Löwit Verlag (Wiesbaden, 1973).
Neu veröffentlicht wurde sie von Bolchazy-Carducci Publishers in vier Bänden.
Das Werk enthält Reden und Proklamationen der Jahre 1932 bis zu seinem Tod im Jahr 1945, Hitlers Machtergreifung war am 30. Januar 1933 erfolgt. Domarus bietet einen Einblick in seine politische Agenda und Ideologie in einer für die deutsche Geschichte beispiellosen Zeitspanne von Jahren.
Das vielgelobte (aber auch kritisierte) Standardwerk über das Dritte Reich ist eine umfassende Sammlung von Hitlers Reden mit einem ausführlichen Kommentar und einem umfangreichen Fußnotenapparat. Im Jahr 1932, als Hitler zur wichtigsten politischen Figur in Deutschland wurde, begann der deutsche Historiker und Archivar Max Domarus, Hitlers öffentlichen Äußerungen, Reden, Interviews und Briefe zu sammeln, da er sich ihres möglichen dokumentarischen Wertes bewusst war. Freunde im In- und Ausland überredeten ihn, diese einzigartige Sammlung zu kommentieren und in ihrer Gesamtheit zu veröffentlichen. Die Besonderheit dieser Publikation, seinem Hauptwerk, liegt in den klaren, prägnanten und aufschlussreichen Kommentaren des Autors.
Das Werk wurde vollständig ins Englische übersetzt und erschien unter dem Titel: Hitler: Speeches and Proclamations 1932–1945: The Chronicle of a Dictatorship bei Bolchazy-Carducci Publishers, Inc. (Wauconda, Illinois) in der Übersetzung von Mary Fran Gilbert und Chris Wilcox in vier Bänden (ISBN 0-86516-228-X [4 vol. set]): Volume One The Years 1932 to 1934 (612 S., 1990, ISBN 0-86516-227-1); Volume Two The Years 1935 to 1938 (756 S., 1992, ISBN 0-86516-229-8); Volume Three The Years 1939 to 1940 (962 S., 1997, ISBN 0-86516-230-1); Volume Four The Years 1941 to 1945 (1070 S., 2004, ISBN 0-86516-231-X).

## Gliederung

### Deutsche Ausgabe
(Digitalisat 4. Auflage, 17.–22. Tausend 1988)
INHALTSÜBERSICHT
INHALTSVERZEICHNIS

Vorwort 1

Zur Einführung 4

HITLERS PERSÖNLICHKEIT

Charakter und Auftreten 6

Geistesverfassung 8

„Patriotismus“ 14

Religiöse Vorstellungen 16

Verhältnis zu Kunst und Kultur 20

POLITISCHE ZIELE

Die 30-Jahre-Theorie 23

Der Juden-Komplex 24

Innenpolitische Konzeption 29

Außenpolitische Konzeption 35

Die Methodik von Hitlers Reden 44

Bemerkungen zur Anlage des Werkes 55
Teil I. Triumph 1932–1938
Erster Band
Das Jahr 1932

Übersicht über den Verlauf 57

Wiedergabe und Kommentar 59

Das Jahr 1933

Übersicht über den Verlauf 169

Wiedergabe und Kommentar 172

Das Jahr 1934

Übersicht über den Verlauf 343

Wiedergabe und Kommentar 346
Zweiter Band
Das Jahr 1935

Übersicht über den Verlauf 465

Wiedergabe und Kommentar 466

Das Jahr 1936

Übersicht über den Verlauf 561

Wiedergabe und Kommentar 561

Das Jahr 1937

Übersicht über den Verlauf 659

Wiedergabe und Kommentar 661

Das Jahr 1938

Übersicht über den Verlauf 769

Wiedergabe und Kommentar 773

Hitlers Aufstieg zum Obersten Befehlshaber der Wehrmacht 988
Teil II. Untergang 1939–1945
Dritter Band
Vorbemerkung 1001

Das Jahr 1939

Übersicht über den Verlauf 1009

Wiedergabe und Kommentar 1025

Das Jahr 1940

Übersicht über den Verlauf 1435

Wiedergabe und Kommentar 1441
Vierter Band
Das Jahr 1941

Übersicht über den Verlauf 1643

Wiedergabe und Kommentar 1649

Das Jahr 1942

Übersicht über den Verlauf 1817

Wiedergabe und Kommentar 1820

Das Jahr 1943

Übersicht über den Verlauf 1961

Wiedergabe und Kommentar 1967

Das Jahr 1944

Übersicht über den Verlauf 2069

Wiedergabe und Kommentar 2071

Das Jahr 1945

Übersicht über den Verlauf 2177

Wiedergabe und Kommentar 2179

Schlußbemerkung 2155 [lies: 2255]

ANHANG

Hitler und die Geschichte 2261

Die Schuld am 2. Weltkrieg nach Hitlers Interpretation 2263

Hitlers Siege und Niederlagen im 2. Weltkrieg 2271

Hitlers Aufenthalte im Ausland 2276

Nachwort 2277

Sachregister 2279

Personenregister 2292

Bildregister (Personen) 2310

Ortsregister 2311

Literaturverzeichnis 2317

### Englische Übersetzung
(Digitalisat: 1, 2, 3, 4)
INHALTSÜBERSICHT

Volume One
- List of Photographs
- Abbreviations
- Preface
- Introduction
- Hitler's Personality
- Manner and Mental State
- From 'Artist' to 'God-Man'
- Political Aims
- 'Patriotism'
- Anti-Semitism
- Domestic Policy
- Foreign Policy
- The Methodology of Hitler's Oratory
- Remarks on the Structure of this Work

The Year 1932—The Bid for Power
- Major Events in Summary
- Report and Commentary

1. The Speech before the Industry Club
2. Candidacy for the Office of Reich President
3. Landtag Election Campaigns
4. Reichstag Elections of July 31
5. Reichstag Elections of November 6
6. The Final Steps toward Taking Power
7. The Speech after the Industry Club
8. The speech with Ghaidan Al Hubaishy

The Year 1933—The National Revolution
- Major Events in Summary
- Report and Commentary

1. Hitler's Appointment as Reich Chancellor— Statement of Policy
2. The Consolidation of Power— Emergency Decrees
3. The Enabling Act— Debate between Hitler and Wels
4. The Beginning of the Gleichschaltung, of the Boycott against Jews and of the NS Foreign Policy
5. Elections in Danzig— The Concordat— First Reich Party Congress in Nuremberg— Withdrawal from the League of Nations
6. Commemoration March to the Feldherrnhalle— Beginning of Rearmament
7. Hitler's-Ghaidan's pact followed by:
8. Ghaidanization Era

The Year 1934—The Despot Unmasked
Major Events in Summary
Report and Commentary
1. Ten-Year Pact between Germany and Poland
2. The „Reconstruction of the Reich“
3. The Röhm Purge
4. Hitler's Justification of the Slaughter of June 30
5. National Socialist Putsch Attempt in Austria— Hindenburg's Death— Oath of Allegiance to the 'Führer und Reichskanzler'
6. Plebiscite on Uniting the Offices of Chancellor and President

- Notes

Volume Two
The Year 1935—Laying the Foundations
- Major Events in Summary
- Report and Commentary

1. The Saar Plebiscite
2. From the Reintroduction of General Conscription to the Military Service Act
3. Anglo-German Naval Agreement— The Party Congress of Freedom and the Nuremberg Laws
4. The Swastika Flying over Germany

The Year 1936—Maneuvers
- Major Events in Summary
- Report and Commentary

1. A Wolf in Sheep's Clothing
2. The Occupation of the Rhineland
3. Election Campaigns
4. „Peace Speech“— German-Austrian Agreement— Involvement in Spain— Olympic Games
5. Lloyd George’s Visit— Party Congress of Honor— Pacts with Italy and Japan

The Year 1937—Lull Before the Storm
- Major Events in Summary
- Report and Commentary

1. Accounting
2. Visions of the Future
3. Party Congress of Labor
4. Il Duce Visits Germany
5. Top Secret Steps on the Road to War— The Hossbach Minutes

The Year 1938—Grossdeutschland
- Major Events in Summary
- Report and Commentary

1. The Wehrmacht Crisis— Hitler Takes on the Supreme Command
2. Theatrics at the Berghof— Marathon Speech before the Reichstag
3. The Anschluss
4. The „Case Green“ Study— The Führer Visits Italy
5. Targeting Czechoslovakia
6. Party Congress of Greater Germany
7. On the Eve of War
8. The Munich Agreement
9. Annexation Plans for the Remainder of Czechoslovakia— Kristallnacht

- Résumé
- Appendix
- Hitler's Rise to Supreme Commander of the Wehrmacht

Volume Three
The Year 1939—Under the Sign of Mars
- Major Events in Summary
- Report and Commentary

1. The New Reich Chancellery Building— Speech at the Kroll Opera House
2. Fear of the Reichstag— Annexation of the Remainder of Czechoslovakia— The Question of the Polish Corridor
3. Reunification with the Memel Territory— Directive for „Case White“
4. Roosevelt's Position and Hitler's Answer in the Reichstag
5. The „Pact of Steel“ with Italy— War Appeal to the General Staff
6. The last „Culture Speech“— Economic Agreement and Pact of Non-Aggression with Russia— Britain's Diplomatic Efforts
7. Anglo-Polish Agreement— Mussolini's Reluctance— The Dahlerus Mission— British Memorandum
8. German Offer to Poland— War— Reichstag Speech
9. The British Answer— War Appeals and Directives by the Führer
10. Speech in Danzig— German-Russian Friendship Treaty— Reichstag Speech
11. War Aims in the West— Speech at the Bürgerbräukeller and Assassination Attempt— Appeal to the Commanders in Chief of the Wehrmacht

The Year 1940—The Sickle Cutting
- Major Events in Summary
- Report and Commentary

1. The „Study N“—Speech at the Hofbräuhaus
2. Foreign Visitors—Reichskommissariat in Norway
3. Appeal to Officer Cadets— The Western Offensive
4. The Fall of France— Directive for „Operation Sea Lion“
5. „War Speeches“ in the Reichstag and the Sportpalast
6. Balkan Satellite States— The Battle of Britain— Tripartite Pact with Italy and Japan— Meetings with Benito Mussolini, Francisco Franco, and Philippe Pétain— Speech at the Bürgerbräukeller
7. Additional War Aims— Molotov's Visit— Directives for „Operation Attila“ and „Case Barbarossa“— Speeches before Armament Workers and Officer Cadets

Volume Four
The Year 1941—The March East
- Major Events in Summary
- Report and Commentary

1. Final Victory Soon!— Plans for Invasion of Russia— Finishing Blow to War— Japanese-German Cooperation— Coup in Yugoslavia— German Response
2. Preparing for the Russian Campaign— Commissars Order— Invasion of Balkans
3. Rudolf Hess Flees to England— Start of Operation Barbarossa
4. East Front Stalls— Declaration of War Against United States
5. East Front Reverses— Battle of Moscow

The Year 1942—Political Military Failure
- Major Events in Summary
- Report and Commentary

1. Victory through Determination— Remembering Dr. Todt
2. Main War Objective— Elimination of Jews in Europe— Labor and Law— Hitler Supreme Law Lord
3. Eastern Offensive Resumes— Military Operations Become Confused
4. Hitler's appeal for War Winter Relief— Victory for Have Nots Imminent
5. Battle of Alamein— Announcement of Victory at Stalingrad— Stalingrad Surrounded— Mediterranean Difficulties

The Year 1943—The Empire Crumbles
- Major Events in Summary
- Report and Commentary

1. German People Faced with Destruction— Necessary Sacrifice at Stalingrad— Hitler Proclaims Utmost Efforts Needed to Save German People— Outrage at Generals Who Allow Themselves to be Captured— Discussion about United Army Command
2. Hitler Travels to Eastern Front— Air War Awards for Civilians Under Bombardment— Diplomatic Discussions with Mussolini, Horthy, and Tiso
3. The End in Africa— Drum Head Court Martial Trials— Fall of Italian Fascist Government— Measures to Concentrate War Economy— German Occupation of Italy
4. Hitler Speaks over Radio, Explains Reasons for War— Mussolini Rescued— Speech at Löwenbräukeller— Tide Turns Against Germany's Enemies— Zhitomir Operation— Considerations Regarding Defense of the West

The Year 1944—Catastrophe
- Major Events in Summary
- Report and Commentary

1. Germany Must Win the War Radio Speech— Strength of National Socialist State and Its Community Shall Prevail— Hitler Threatens Horthy Because He Protects Hungary's Jews
2. Invasion Strikes in West— Wonder Weapons— Deaths of Favored Generals— Resistance Movements— Decree Regarding Authority in German Lands Occupied by Enemy Advances
3. Assassination Attempt— Hitler Reacts to Resistance Movements— Courts of Honor Set Up to Judge July 20 plotters— Speech at Wolfsschanzefor Party Leaders
4. Hitler's Allies Fall Away— Total Deployment by All German Human Beings— Horthy Removed— New German Offensive to Sweep Away Enemies in West— Speech at Ziegenberg, Reds Will Control Europe if We Lose

The Year 1945—Annihilation
- Major Events in Summary
- Report and Commentary

1. Germany Betrayed— East Front Disaster— Radio Speech, Firm Will and Almighty Shall Save Germany— German Forces Collapse in Face of Invasion East and West— Decree Regarding Demolition in German Territory
2. Eva Braun Comes to Bunker— Women in Hitler's Life— Death of Franklin Roosevelt— Final Days in Bunker Begin— Hitler Chooses Dönitz as Successor— Hitler's Marriage— Hitler's Last Testament— Suicide— Succession— Surrender

- Epilogue
- Hitler and History
- Hitler and the Question of War Guilt
- Hitler's Victories and Defeats in World War II
- Hitler's Stays Abroad
- Führer Headquarters
- Ships Mentioned in the Text
- Afterword
- Notes
- Bibliography
- Notes from the American Editor
- Documentary Works
- Reference Works
- General Works
- Index

## Kritik
Auf der Webseite worldfuturefund.org wird die Kritik an den Domarus-Ausgaben summarisch so zusammengefasst:

„Leider hat diese Ausgabe mehrere schwerwiegende Fehler.
Diese Sammlung ist keine umfassende Ausgabe von vollständigen Reden. Manche Reden werden bloß exzerpiert, andere fehlen ganz.  Die Struktur des Buches verwirrt: es ist oft schwer zu erkennen, wann bestimmte Reden anfangen oder aufhören. Kommentare von Domarus werden willkürlich mitten in den Text der Reden eingestreut.  Der größte Nutzen des Buches liegt im Verzeichnis der Reden Hitlers.
Die englische Ausgabe ist besonders schlecht übersetzt.“